# Appendicula polyantha
Appendicula polyantha är en orkidéart som beskrevs av Oakes Ames. Appendicula polyantha ingår i släktet Appendicula och familjen orkidéer. Inga underarter finns listade i Catalogue of Life.